# هیدروکسی‌کارتئولول
هیدروکسی‌کارتئولول (انگلیسی: Hydroxycarteolol) یک مسدودکننده بتا و متابولیت کارتئولول است.